# Муратов, Владимир Иванович
Владимир Иванович Мура́тов (1936—2022) — советский и украинский физик, педагог, специалист по физике плазмы, лауреат Государственной премии УССР в области науки и техники (1979). Заведующий кафедрой физики плазмы физико-технического факультета Харьковкого университета (1974—2012), парторг, затем декан физико-технического факультета (1981—1986).

## Биография
Владимир Иванович Муратов родился в 1936 году. Окончил физико-математический факультет Харьковского университета.
В 1967 году получил степень кандидата физико-математических наук, защитив диссертацию «Экспериментальное исследование нелинейного взаимодействия волн в плазме».
1 июня 1971 года занял должность доцента кафедры физики плазмы на физико-техническом факультете Харьковкого университета. В 1973 году получил учёное звание доцента. 18 февраля 1974 года был назначен временно исполняющим обязанности заведующего кафедрой физики плазмы, а 25 мая 1975 года утверждён на должность заведующего.
В 1979 году Муратову была присуждена Государственная премия УССР в области науки и техники за работу «Просветление плазменных волновых барьеров в результате линейных кинетических эффектов».
В 1989 году занял должность профессора кафедры физики плазмы.
Руководил кафедрой физики плазмы до 2012 года, когда кафедра была объединена с кафедрой общей и прикладной физики в кафедру прикладной физики и физики плазмы.

## Научная деятельность
Основной объект исследований Владимира Муратова — переходное излучение, которое генерируется короткими нерелятивистскими электронными сгустками на различных электродинамических неоднородностях (спиралях, диафрагмах).
В 2010-е годы Муратов занимался созданием малогабаритного генератора коротких электромагнитных импульсов длительностью порядка 100 пикосекунд.

### Публикации

#### Диссертация
- Экспериментальное исследование нелинейного взаимодействия волн в плазме : дисс. канд. физ.- мат. наук / В. И. Муратов. — Харьков, 1966. — 81 с.

#### Статьи
- Energy exchange between high- and low-frequency oscillations in a plasma / V. L. Fedorchenko, V. I. Muratov, B. N. Rutkevich. — 1964. — Nuclear Fusion. — Vol. 4, Num. 4
- Steady-state nonequilibrium electron distributions characterized by a flux in momentum space in a solid-state plasma: Theory and applications / V. M. Balebanov, S. S. Moiseev, O. Yu. Naguchev, V. I. Karas', I. V. Karas', S. I. Kononenko, V. I. Muratov. — 1998. — Vol. 35, Issue 2
- Transition radiation of nonrelativistic electron bunches passing through diaphragms / V. N. Bolotov, S. I. Kononenko, V. I. Muratov, V. D. Fedorchenko. — 2004. — Technical Physics. — Vol. 49, Issue 4. — P. 466—470
- Silica luminescence induced by fast light ions / S. I. Kononenko, , O. V. Kalantaryan, V. I. Muratov, V. P. Zhurenko. // Radiation Measurements. — 2007. — Vol. 42, Issue 4-5. — P. 751—754.

## Награды и звания
- Государственная премия УССР в области науки и техники (1979)[1]
- Диплом I степени в университетском конкурсе «За высокие достижения в работе» (2002)[3]